# Egone bipunctalis
Egone bipunctalis là một loài bướm đêm trong họ Noctuidae.